# Блюм, Михаил Михайлович
Михаил Михайлович Блюм (6 октября 1933, Коломна, Московская область — 21 сентября 2004) — конструктор стрелкового оружия, оружиевед. Заслуженный работник охотничьего хозяйства России.

## Биография
М. М. Блюм родился 6 октября 1933 в Коломне, в семье талантливого конструктора-оружейника Михаила Николаевича Блюма и Антонины Николаевны Блюм. Отец с детства привил сыновьям любовь к оружию и охоте. Получил специальность военного инженера в Киевском высшем военном инженерном училище. Служил на Сахалине, получил первое авторское свидетельство на скорострельную авиационную пушку.
С 1957 года работал в НИИ оборонной промышленности, занимался конструированием охотничьего нарезного оружия и патронов к нему. Автор более двадцати изобретений (в том числе в соавторстве), награждён медалью ВДНХ и нагрудным знаком «Изобретатель СССР».
Автор ряда книг и более 120 статей по баллистике, боеприпасам, охотничьему оружию. Был членом редколлегии и редакции журнала «Охота и охотничье хозяйство», публиковался под псевдонимами А. Соколов, М. Коломенский.
Младший брат М. М. Блюма Алексей также известен как охотовед и знаток охотничьего оружия.